# Vincenzo Civerchio
Vincenzo Civerchio (Crema, 1470 circa – Crema, 1544) è stato un pittore italiano.

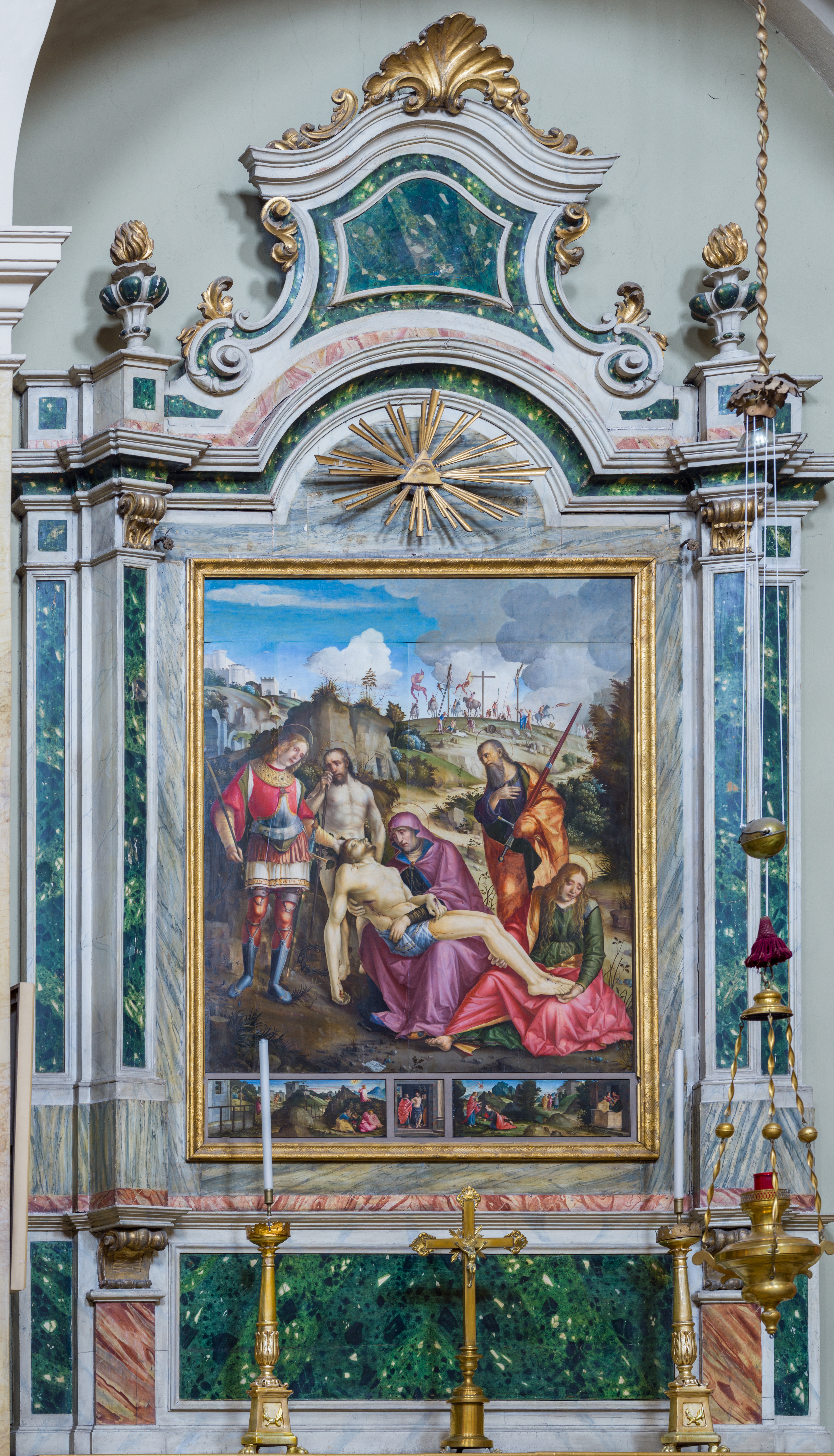
Deposizione con Maddalena, Sant'Alessandro, San Paolo ed Adamo di Civerchio da Crema nella Chiesa di Sant'Alessandro a Brescia.

Attivo nella zona fra Brescia e Crema, è considerato tradizionalmente un esponente della scuola bresciana e, come Floriano Ferramola, autore di opere ritenute un tramite tra la pittura di Foppa e quella della generazione successiva capitanata da Moretto e Savoldo.

## Vita e opere
Civerchio studia le stampe nordiche, come di moda nei primi decenni del Cinquecento in tutta l'Italia settentrionale, ma non si discosta da un "fare" milanese. Il Longhi, ancora, vede la coppia Ferramola-Civerchio come conservatrice pedissequa delle qualità "lombarde" derivate dal Foppa, da Bergognone e da Bramantino. Il Civerchio non fu solo il pittore dei portelli dell'organo nel Duomo di Crema, ma anche intagliatore.
La prima opera nota del pittore è l'Andata al Calvario sormontata dalla Deposizione del 1490 nella Parrocchiale di Travagliato. Tra le opere principali il piccolo pannello conservato nella National Gallery of Art di Washington (1504), il San Rocco nei musei Civici di Crema, con ricordi leonardeschi quasi anticipatori dei modi di Cesare da Sesto (datato al primo decennio del XVI secolo), e soprattutto la Deposizione con sant'Alessandro, Adamo e san Paolo nella chiesa di Sant'Alessandro di Brescia (firmata e datata 1504).
Questa sua Deposizione è inoltre da legare a una serie di opere consimili dipinte negli stessi anni, o subito dopo, come la Deposizione di Zenale nella Cappella del Sacramento in San Giovanni Evangelista di Brescia (1504-5) e quelle posteriori di Romanino e Altobello Melone. Tutte queste sono debitrici della Deposizione di Foppa, tavola firmata e documentata al 1498, già a Berlino nel Kaiser Friedrich Museum.
Nella Pinacoteca Tosio Martinengo si conserva il Polittico di San Nicola da Tolentino, datato 1495 e proveniente dalla chiesa di San Barnaba, realizzato in collaborazione con Francesco Napoletano e altri.
Suo il  polittico 1525 della polittico della Vergine nella parrocchiale di Santa Maria Assunta a Palazzolo sull'Oglio. Interessante è il documento che conferma il trasporto del polittico nel 1525 con il supporto di Giovanmaria Carrara, alunno dell'artista e padre di Giovan Battista Castello.
Derivata dalle incisioni di Dürer la Natività con santa Caterina d'Alessandria a Milano, nella Pinacoteca di Brera (proveniente da una chiesa del bresciano), databile ai primi anni del Cinquecento. Notevoli gli affreschi nella Chiesa di Santa Maria dei Campi di Travagliato.
Vincenzo Civerchio si colloca nella cosiddetta "generazione intermedia" di pittori che lavorò tra la fine del Quattrocento e il primo trentennio del Cinquecento, tra l'ultima produzione di Vincenzo Foppa e la maturità artistica del Moretto. La sua opera, che a sua volta influenzò altri esponenti della "generazione intermedia" quali Floriano Ferramola, Luigi Donato e Paolo da Caylina il Giovane, è da ritenersi fondamentale nell'evoluzione del Rinascimento bresciano.